# Annuïteitenlening
Een annuïteitenlening is een lening waarbij de lener periodiek een vast geldbedrag moet betalen aan de geldschieter, dat zowel de rente als de aflossing omvat. Dit bedrag, de annuïteit, wordt zo gekozen dat aan het einde van de looptijd de gehele lening is terugbetaald.
Annuïteiten worden vaak gebruikt bij hypothecaire leningen, waarbij de schuldeiser rechten op een registergoed als onderpand (hypotheek) krijgt. In dat geval spreekt men van een annuïteitenhypotheek.
Het woord annuïteit verwijst naar een jaarlijkse termijnbetaling, maar het woord wordt ook voor andere termijnen gebruikt; bij annuïteitenhypotheken moet men veelal maandelijks betalen. In Vlaanderen spreekt men in dat geval van een mensualiteit.
Aangezien de resterende schuld door het aflossen gestaag afneemt en de rente wordt berekend als een percentage over die schuld, is het rentebestanddeel in de termijnbedragen eerst hoog, maar neemt dit steeds sneller af. Het aflossingsbestanddeel, dat in het begin laag is, neemt hierdoor toe volgens een meetkundige rij (dus exponentieel). Hierdoor is het termijnbedrag gelijk, behoudens tussentijdse rentewijzigingen.

## Annuïteitenhypotheek
In de annuïteit is in het begin het aflossingsbestanddeel zeer laag, maar neemt toe, naarmate de looptijd van de lening vordert. Voor het rentebestanddeel geldt het omgekeerde. Als, zoals tot nu toe in Nederland het geval is, het renteaandeel kan worden afgetrokken van het belastbaar inkomen, neemt de netto last gedurende de looptijd van een annuïteitenhypotheek langzaam toe.
Een alternatief is de lineaire hypotheek. Bij deze vorm betaalt men aan het begin van de hypotheek hogere maandlasten en nemen deze langzaam af.
Per 1 januari 2013 bepaalt de Nederlandse Wet herziening fiscale behandeling eigen woning voor nieuwe schulden in verband met een eigen woning dat de betaalde rente alleen aftrekbaar is als het een lening betreft die gedurende de looptijd volledig en ten minste annuïtair wordt afgelost. De totale netto woonlast neemt dan gedurende de looptijd langzaam toe. Vanwege geldontwaarding en carrière-ontwikkeling kan men de lasten waarschijnlijk toch goed blijven dragen.

## Rentewijzigingen
De rentevaste periode kan variëren van één periode (betaaltermijn) tot de hele looptijd. Bij een rentewijziging wordt vaak de resterende looptijd niet veranderd, maar wordt het termijnbedrag voor de resterende termijnen herrekend. Als dit elke periode gebeurt is er dus in het geheel geen sprake van gelijkblijvende termijnbedragen.
Anders dan bijvoorbeeld de spaarhypotheek kent de annuïteitenhypotheek geen ingebouwde veiligheid tegen renteverhogingen. Bij een stijgende rente stijgt ook de maandelijkse last. Het is dus niet verstandig een annuïteitenlening af te sluiten met een som waarvan de lasten nog maar net kunnen worden betaald, tenzij ervoor gekozen wordt om de rentevaste periode gelijk aan de looptijd van de lening te houden.

## Rekenen met annuïteitenleningen

### Annuïteitenformule
De annuïteit {\displaystyle a} wordt gegeven door de formule:
{\displaystyle a={\frac {i}{1-(1+i)^{-n}}}B_{0}},
waarin {\displaystyle B_{0}} het geleende bedrag is, {\displaystyle i} de rentevoet voor een periode en {\displaystyle n} het aantal perioden.

#### Voorbeeld
Er wordt een bedrag van B0 = € 100 000,-- geleend tegen een jaarrente van 4%. De rentevoet is dus i = 0,04. Het bedrag moet worden terugbetaald in n = 10 jaar. Met bovenstaande formule berekent men de annuïteit a = 12.329,09.
De volgende tabel toont de ontwikkeling van de jaarlijks te betalen rente Rj, de jaarlijkse aflossing Aj en de resterende schuld Bj aan het einde van het jaar j.

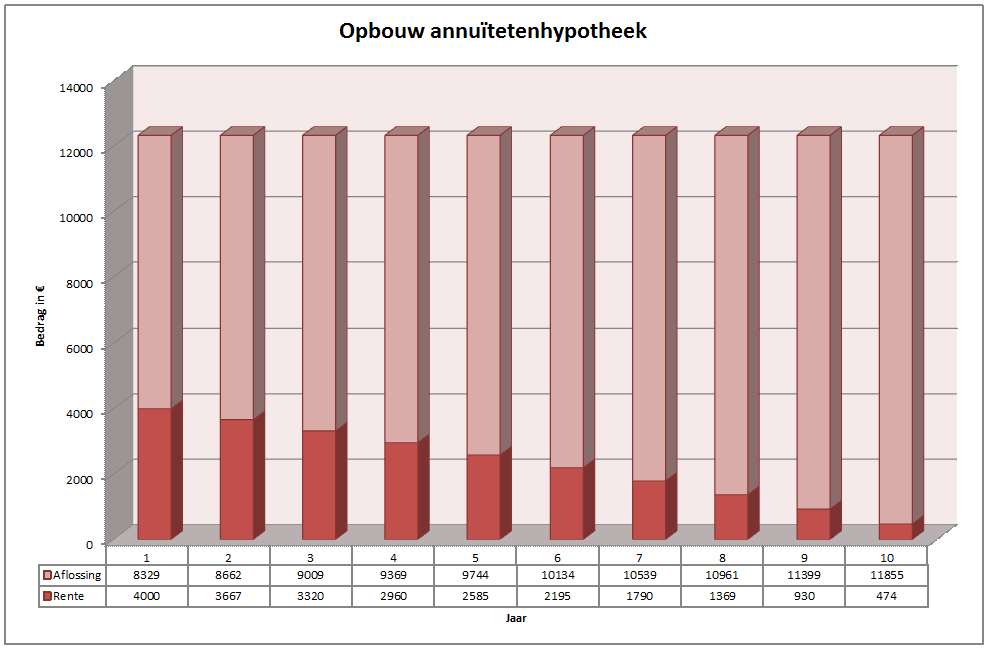
Opbouw van de annuïteit van een hypotheek met een looptijd van 10 jaar, €100.000 tegen 4% rente

| Jaar | Rente | Aflossing | Schuld  |
| ---- | ----- | --------- | ------- |
| 0    | -     | -         | 100.000 |
| 1    | 4000  | 8329      | 91.671  |
| 2    | 3667  | 8662      | 83.009  |
| 3    | 3320  | 9009      | 74.000  |
| 4    | 2960  | 9369      | 64.631  |
| 5    | 2585  | 9744      | 54.887  |
| 6    | 2195  | 10.134    | 44.753  |
| 7    | 1790  | 10.539    | 34.214  |
| 8    | 1369  | 10.961    | 23.254  |
| 9    | 930   | 11.399    | 11.855  |
| 10   | 474   | 11.855    | 0       |

### Mensualiteit
Gewoonlijk wordt de rente per jaar genoemd, maar worden de rentebetaling en aflossing per maand gedaan. Het vaste maandelijks te betalen bedrag heet formeel 'mensualiteit'. De maandelijkse rentevoet bedraagt
{\displaystyle i_{m}=(1+i)^{1/12}-1},
en de mensualiteit
{\displaystyle a_{m}={\frac {i_{m}}{1-(1+i_{m})^{-n}}}B_{0}},
waarbij de looptijd {\displaystyle n} maanden bedraagt.

#### Voorbeeld
In het eerder genoemde voorbeeld, met {\displaystyle B_{0}=100.000} en {\displaystyle i=0{,}04}, is nu {\displaystyle n=120} maanden. Dan is:
{\displaystyle i_{m}=1{,}04^{1/12}-1\approx 0{,}0033}
en
{\displaystyle a_{m}={\frac {0{,}0033}{1-1{,}0033^{-120}}}100.000=1009{,}06}
In veel gevallen wordt als maandelijkse rentevoet {\displaystyle i'_{m}=i/12} genomen. De reële jaarlijkse rentevoet {\displaystyle i'} is dan hoger dan {\displaystyle i}, namelijk
{\displaystyle i'=(1+i'_{m})^{12}-1}.
In het voorbeeld;
{\displaystyle i'=(1+0{,}04/12)^{12}-1\approx 0{,}0407}

### Schuldformule
De resterende schuld is te berekenen met behulp van de volgende formule:
{\displaystyle B(n)=(1+i)^{n}\cdot B_{0}+{\frac {a}{i}}(1-(1+i)^{n})},
waarin {\displaystyle B(n)} de schuld is na {\displaystyle n} perioden, {\displaystyle i} de rentevoet en {\displaystyle a} de annuïteit.

#### Voorbeeld
Er wordt een bedrag van {\displaystyle B_{0}=\mathrm {\euro} \ 100.000{,}-} geleend tegen een jaarrente van 4%, de annuïteit is {\displaystyle a=\mathrm {\euro} \ 12.329{,}09} en de rentevoet is {\displaystyle i=0{,}04}.
Na een periode van {\displaystyle n=4} jaar, is het schuldbedrag volgens bovenstaande formule: 
{\displaystyle B(4)=\mathrm {\euro} \ 64.630{,}82}